# Aldan (folyó)
Az Aldan (oroszul: Алдан) folyó Kelet-Szibériában, az oroszországi Jakutföldön. A Léna legbővízűbb és második leghosszabb, jobb oldali mellékfolyója. Forrásvidéke aranyban gazdag, erre utal a folyó neve: ótörök altun (arany), jakut altan (réz), mongol altan (arany).

## Földrajz
Hossza: 2273 km, vízgyűjtő területe: 729 000 km², évi közepes vízhozama a torkolatnál: 5060 m³/sec.
A Sztanovoj-hegylánc északi részén, 1400 m magasságban, Jakutföld déli határán ered. Felső szakaszán az Aldan-felföldön folyik, köves medrében sok a zúgó. Kezdetben északkelet felé tart, Ugojan településnél élesen délkeletre fordul, lejjebb ismét északkelet felé folytatja útját.
Az Ucsur és a Maja mellékfolyók torkolata közötti szakaszon hegyek közötti sík vidéken, széles völgyben halad, medrének átlagos szélessége  kb. 600 m, árterét számtalan kis tó borítja. A Maja torkolatától északra, majd Handiga településtől nagy kanyart téve északnyugat felé folyik tovább; alsó szakaszán alacsony, erdővel benőtt partok között folyik, ágakra bomlik és Batamaj településnél ömlik a Lénába.
Vízgyűjtő területének nagy része a permafroszt övezetében fekszik. A folyót esővizek és olvadékvizek vegyesen táplálják. Télen októbertől mintegy 7 hónapon át jég fedi. A tavaszi áradás májustól júliusig tart, a legmagasabb vízállás idején a vízszint 7–10 m-rel is megemelkedik, de augusztus-szeptemberben is gyakoriak a nagyobb áradások. Az Aldan szállítja a Léna teljes vízhozamának közel 30%-át. Magasabb vízálláskor Tommot városig hajózható.
A torkolattól 310 km-re, az Aldan jobb partja mentén különleges őslénytani lelőhelyet tártak fel, ahol 15 millió éve élt növények, kis- és nagyemlősök maradványainak sokasága látható. Az ún. Mammut-hegy tájvédelmi körzetté nyilvánítása még várat magára.

## Mellékfolyók
275 olyan mellékfolyója van, amelyek hossza meghaladja a 10 km-t. Legnagyobb mellékfolyóit – egy kivétellel – jobbról veszi fel.
- Jobb oldali mellékfolyók: a Tyimpton (644 km), a Maja, a Handiga, az Allah-Juny (586 km), a Tompó, valamint a legnagyobb vízhozamú Ucsur (812 km, vízgyűjtő területe meghaladja a 100 000 km²-t).
- Balról ömlik bele leghosszabb mellékfolyója, az Amga (1462 km), továbbá a Notora és a Tatta.

## Települések, ásványi kincsek
Az Aldan medencéje aranybányászatáról híres, ezenkívül a csillám kitermelése is (a Tyimpton völgyében) országos jelentőségű. A középső szakasztól a jobb part mentén egészen a Lénáig, sőt tovább, 30–80 km szélességben kőszéntelepek húzódnak.
A folyó partján nagyobb városok nincsenek. A folyami teherszállítás szempontjából fontos kikötők: Handiga, Uszty-Maja, Tommot; személyhajójárat Uszty-Maja településtől (vagyis a Maja-folyó torkolatától) lefelé közlekedik.
- Handiga, 7000 fő (2002), egykor a Gulag egyik elosztó tábora volt.
- Tommot, 9000 fő (2005), kikötő és 1997 óta vasútállomás is, a csillámkitermelés központja; a vasútvonalat tovább építik Jakutszk város felé.
- Aldan, 24 300 fő (2005). Az itteni kitermelőipar és Dél-Jakutföld gazdasági központja. Bár a folyóról – és azzal együtt az aranyról – kapta nevét, nem az Aldan partján fekszik, hanem 65 km-re Tommottól.